# Чернов, Иван Александрович
Ива́н Алекса́ндрович Черно́в (1906, дер. Дилялево, Вологодская губерния — 1991, Москва) — советский чекист, начальник секретариата МГБ СССР, полковник.

## Биография
Родился в русской семье. С 1928 года на службе в войсках ОГПУ. Окончил Центральную школу ОГПУ, работал в Особом отделе ОГПУ. С 1935 в загранкомандировке как заместитель начальника экспедиции по доставке оружия китайской Красной армии. С 1937 года по ходатайству Разведупра РККА направлен на работу в центральный аппарат военной разведки как начальник регистрационного отделения РУ РККА, занимался поставками вооружения Китаю (линия «Икс»). С 1941 года заместитель начальника, начальник отделения Управления особых отделов. С 1943 года начальник Секретариата ГУКР «Смерш». С октября 1946 до октября 1951 года начальник секретариата МГБ СССР. Член ВКП(б).
В 1951 году снят с должности и арестован в декабре того же года по «делу Абакумова».

…в том, что, являясь участником изменнической группы, проводил в органах МГБ вредительскую деятельность, направленную на подрыв государственной безопасности Советского Союза; в целях обмана ЦК КПСС и Советского правительства вместе со своими сообщниками фальсифицировал информационные документы, скрывая в них неблагополучное положение в агентурной и следственной работе органов МГБ; будучи враждебно настроен против партии и Советского государства, клеветал на ЦК КПСС, распространял вражеские измышления о советской действительности, то есть в преступлениях, предусмотренных ст. ст. 58-1 «б», 58-7, 58-10 ч. 1 и 58-11 УК РСФСР.

В декабре 1954 года приговорён к 15 годам тюрьмы. Освобождён в 1966 году. Реабилитирован Главной военной прокуратурой РФ 21 февраля 1992 года.

### Звания
- полковник[5]